# 시라이시 고지로

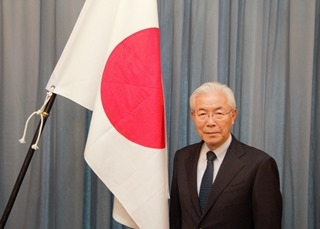

시라이시 고지로(일본어: 白石 興二郎, 1946년 9월 8일 ~ )는 도야마현 출신의 일본의 사업가이자 요미우리 신문 그룹 본사 대표이사 사장, 요미우리 신문 도쿄 본사 대표이사 사장, 일본 프로 야구 요미우리 자이언츠의 구단주이다.

## 주요 경력
- 1969년 - 교토 대학 문학부를 졸업한 후 주식회사 요미우리 신문사(현재의 요미우리 신문 도쿄 본사)에 입사.
- 2002년 - 주식회사 요미우리 신문 도쿄 본사의 집행 임원과 미디어 전략국장을 역임.
- 2004년 - 요미우리 신문 도쿄 본사 이사.
- 2007년 - 요미우리 신문 도쿄 본사 상무·편집국장.
- 2010년 - 요미우리 신문 도쿄 본사 전무, 주식회사 요미우리 신문 그룹 본사 집행 임원 논설위원장.
- 2011년 - 요미우리 신문 그룹 본사 대표이사 사장으로 취임함과 동시에 요미우리 신문 도쿄 본사의 대표이사 사장도 겸임.
- 2011년 - 요미우리 자이언츠 구단주를 겸임.

## 직무
- 요미우리 신문 그룹 본사 및 도쿄 본사 대표이사 사장
- 니혼 TV 방송망 감사역[2]
- 요미우리 자이언츠 이사 구단주
- 일본방송협회 중앙 방송 프로그램 심의 위원회 위원[3]
- 요미우리 서법회 회장[4]